# Elek
Elek [ˈɛlɛk] (deutsch Renndorf, rumänisch Aletea) ist eine ungarische Stadt im Kreis Gyula im Komitat Békés. Gut fünf Prozent der Bewohner zählen zur Volksgruppe der Rumänen.

## Geografische Lage
Elek liegt im südöstlichen Teil Ungarns, 21,5 Kilometer südöstlich des Komitatssitzes Békéscsaba, 13 Kilometer südlich der Kreisstadt Gyula und grenzt im Osten an Rumänien. Nachbargemeinden sind Kétegyháza im Westen und Lőkösháza im Süden. Jenseits der Grenze liegt die rumänische Gemeinde Grăniceri.

## Geschichte
Eine erste urkundliche Erwähnung fand Elek im Jahre 1232. Elek geriet um das Jahr 1566 unter osmanische Vorherrschaft, die bis 1696 Bestand hatte (vgl. Türkenkriege).
Durch Krieg und Hungersnöte war die Bevölkerung dezimiert worden. Und so wurden ab 1724 deutsche Bauern aus Franken in Elek angesiedelt.
1735 wurde Elek von Aufständischen geplündert, 1739 wütete in Elek die Pest, der 148 Personen zum Opfer fielen.
Mit der Bohrung eines 270 m tiefen artesischen Brunnens 1894 wurde die saubere Trinkwasserversorgung sichergestellt und die im 19. Jahrhundert wiederholt grassierende Cholera eingedämmt.
Im Jahr 1913 gab es in der damaligen Großgemeinde 1.197 Häuser und 7.268 Einwohner auf einer Fläche von 26.538 Katastraljochen. Sie gehörte zu dieser Zeit zum Bezirk Elek im Komitat Arad.
Im Ersten Weltkrieg war Elek Lazarettstandort und nahm zeitweise an die 3000 Flüchtlinge auf.
Bis in die 1940er Jahre hatte Elek eine große deutschsprachige Gemeinschaft.
Nach dem Krieg war Elek vorübergehend unter rumänischer Verwaltung, wurde dann aber ein Teil des nun unabhängigen Ungarn (vgl. Vertrag von Trianon).
Im Frühjahr 1946 wurden die deutschen bzw. deutschstämmigen Eleker Bürger vertrieben (etwa die Hälfte der Bevölkerung).

## Partnerstädte
- Alerheim in Deutschland (1992)

- Sebiș in Rumänien (ung.: Borossebes) (1992)

- Gerolzhofen in Deutschland (1990)

- Laudenbach (Bergstraße) in Deutschland (1994)

- Leimen (Baden) in Deutschland (1992)

- Veľké Kapušany in Slowakei (ung.: Nagykapos) (1996)

- Grăniceri (Arad) in Rumänien (ung.: Ottlaka) (1997)

## Persönlichkeiten
- Sigmund Philipp (1860–1929), österreichisch-ungarischer Filmkaufmann, Filmverleiher und Filmproduzent